# Parafia św. Antoniego Padewskiego w Zbarażu
Parafia św. Antoniego Padewskiego w Zbarażu – rzymskokatolicka parafia znajdująca się w archidiecezji lwowskiej w dekanacie Tarnopol, na Ukrainie.
Opiekę nad parafią sprawują bernardyni, którzy mają tu swój klasztor.

## Historia
Rok erygowania parafii nie jest znany. Od 1627 w Zbarażu istnieje klasztor bernardyński. Kościołem parafialnym był dawniej i jest obecnie kościół przyklasztorny.
Po II wojnie światowej Zbaraż znalazł się w granicach ZSRS. Komunistyczne władze znacjonalizowały kościół i klasztor, które zostały zwrócone wiernym w 1990 i po remoncie ponownie konsekrowane w 2000.